# Jacques Aupick
Pour les articles homonymes, voir Aupick.
Jacques Aupick, dit le général Aupick, né le 28 février 1789 à Gravelines (Flandre française) et mort le 27 avril 1857 à Paris (Seine), est un général et homme politique français.
Il est le beau-père de Charles Baudelaire.

## Biographie
Orphelin très jeune, Jacques Aupick est élevé par Pierre Jean Baptiste Louis Baudart, ancien curé défroqué de Gravelines. Il entre au Prytanée en 1802 puis à l'École spéciale militaire de Saint-Cyr en 1808.
En mars 1809, il est nommé sous-lieutenant au 105e de ligne.
Son régiment passe peu de temps en Espagne. En 1813, il est transféré au 141e de ligne où il devient capitaine adjudant-major. Il combat à Lützen, Bautzen, Dresde et Leipzig, puis, avec le 46e de ligne, à Fleurus en 1815, où il est blessé.
À la seconde Restauration en 1815, il est mis en demi-solde.
En 1818, il est admis au corps d'état-major, aide de camp des généraux Barbanègre, François Nicolas Fririon, Meynadier puis du prince de Hohenlohe.
En 1823, il prend part à l'expédition d'Espagne, et en 1830, à celle d'Alger.
Nommé lieutenant-colonel en Afrique, il remplit ensuite les fonctions de chef d'état-major de la 7e division militaire à Lyon.
Le 8 novembre 1828, alors qu'il est basé à Lyon, il épouse à Paris la veuve de Joseph-François Baudelaire, Caroline Dufaÿs, mère de Charles Baudelaire alors âgé de 7 ans. De violentes querelles s'élèveront entre le futur poète et son beau-père, peu enclin à comprendre la sensibilité de l'enfant.
Le colonel Aupick participe à la répression du soulèvement des canuts en avril 1834 et le 12 mai 1839 à celle de l'insurrection organisée à Paris par la Société des saisons, une association secrète.
Le 2 août 1839, il est nommé maréchal de camp. En 1847, il devient commandant de l’École polytechnique. En avril 1848, il est envoyé comme ministre plénipotentiaire à Constantinople. En juin 1851, il devient ambassadeur à Madrid.
En 1853, sous le Second empire, il demande sa mise en disponibilité. Il est nommé sénateur le 8 mars 1853, puis à partir de 1855 conseiller Général du Canton de Gravelines, dans le Nord.
En 1855, il achète à Honfleur une maison où sa veuve se retirera.
Il meurt à Paris le 27 avril 1857, quelques semaines avant la parution des Fleurs du Mal de son beau-fils.
Il est enterré au cimetière du Montparnasse (6e division). Dans cette sépulture seront inhumés son beau-fils en 1867 puis sa veuve en 1871.
Franc-maçon, il a été membre de la Loge La Philadelphie  de Gravelines.

## Hommage
Une rue de Gravelines porte son nom.

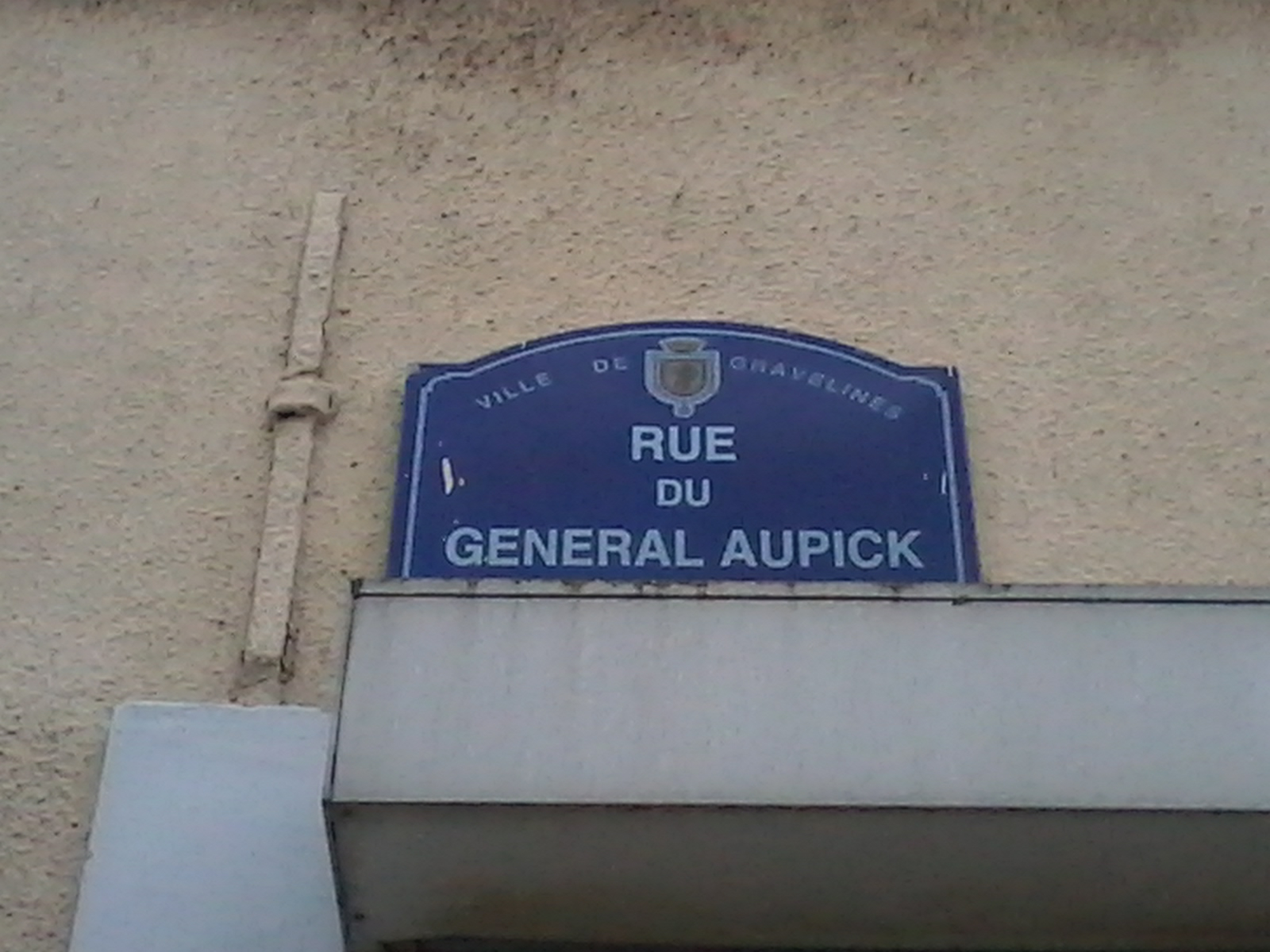
Plaque de rue du Général Aupick à Gravelines
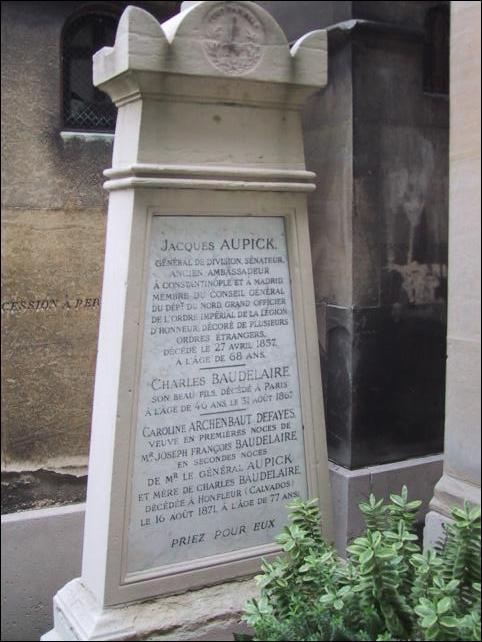
Tombe de Jacques Aupick au Cimetière du Montparnasse

## Décorations
| Grand officier de la Légion d'honneur | Chevalier de l'Ordre royal et militaire de Saint-Louis | Ordre de Charles III d'Espagne (grand-croix) | 1re classe en brillant du Nichan Iftikhar |
| Grand officier de l'Ordre de Léopold  | Grand-croix de l'Ordre du Sauveur                      |                                              |                                           |

 France
- Légion d'honneur[6] :
  - Légionnaire (17 mars 1815), puis
  - Officier (23 mai 1825), puis
  - Commandeur (14 septembre 1835), puis
  - Grand officier de la Légion d'honneur (7 novembre 1845) ;
- Chevalier de l'Ordre royal et militaire de Saint-Louis (sous Louis XVIII) ;

 Royaume d'Espagne
- Chevalier de la grand'croix de l'Ordre de Charles III d'Espagne (1853) ;

 Empire ottoman
- 1re classe en brillant du Nichan Iftikhar ;

 Royaume de Belgique
- Grand officier de l'ordre de Léopold ;

 Royaume de Grèce
- Grand-croix de l'Ordre du Sauveur ;

## Sources
- Dictionnaire de biographie française
- Biographie universelle ancienne et moderne